# Botanischer Garten (Adelaide)

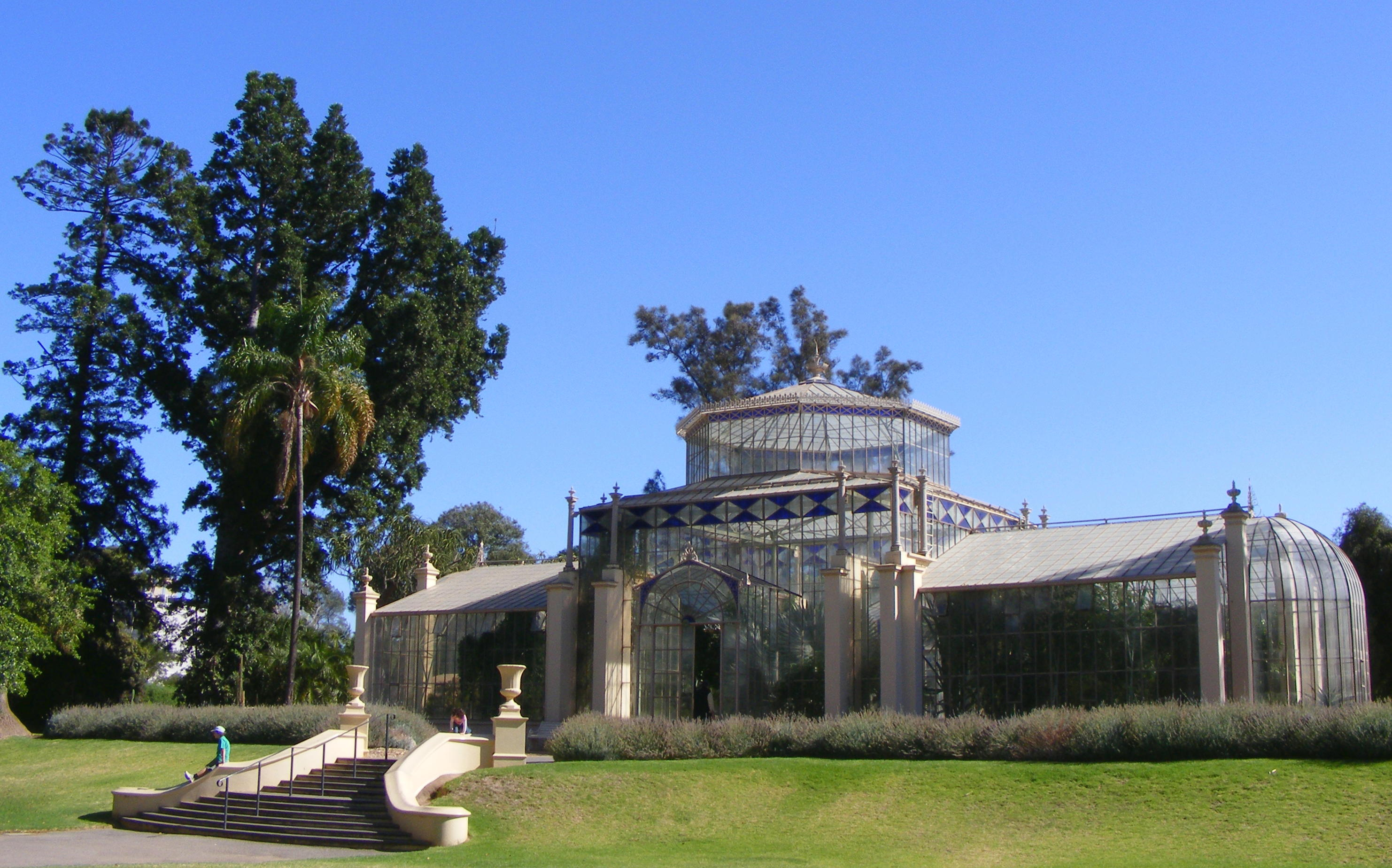
Palmenhaus

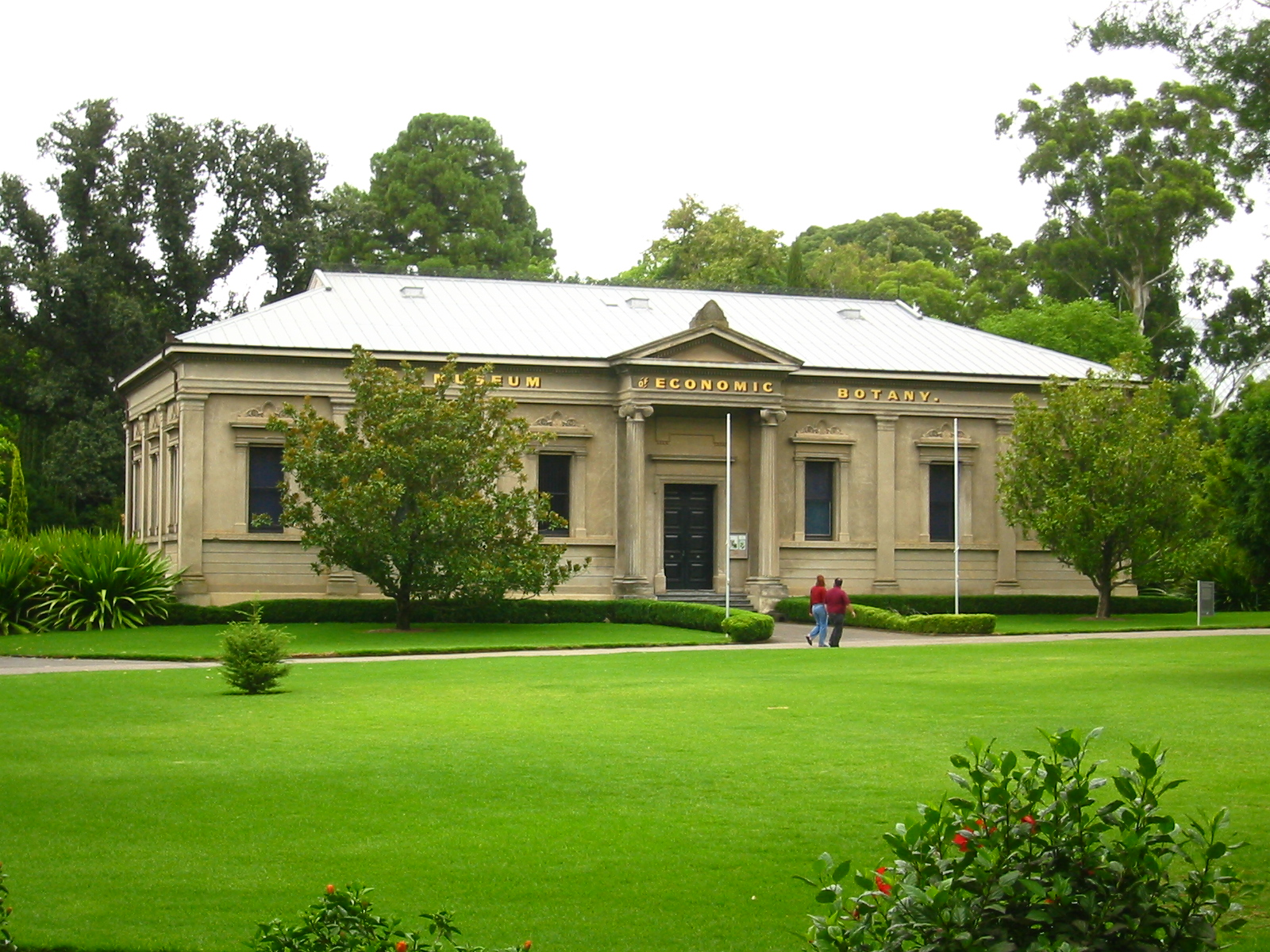
Museum of Economic Botany

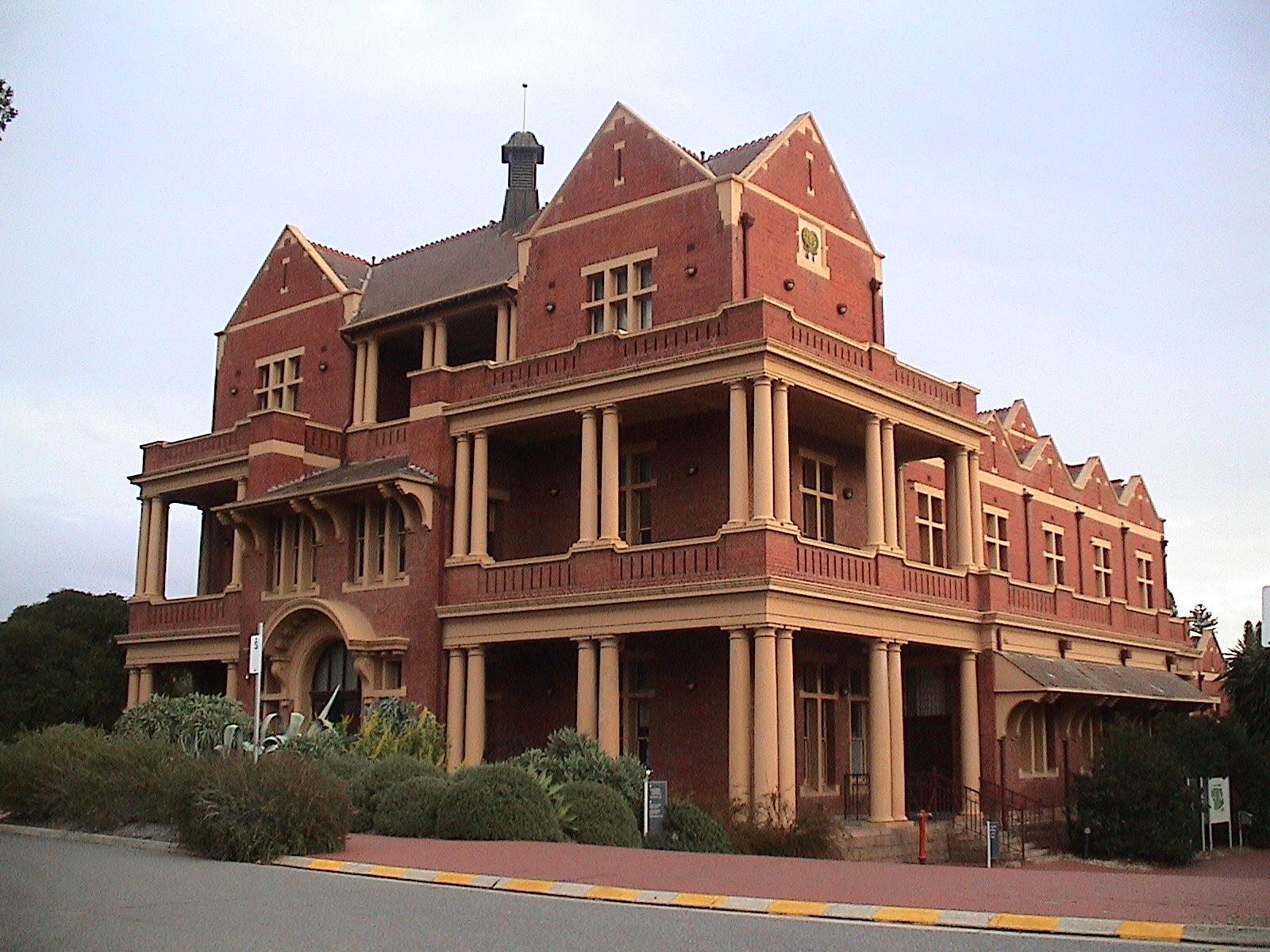
Goodman Building

Plan der Anlage und Lage in der Stadt

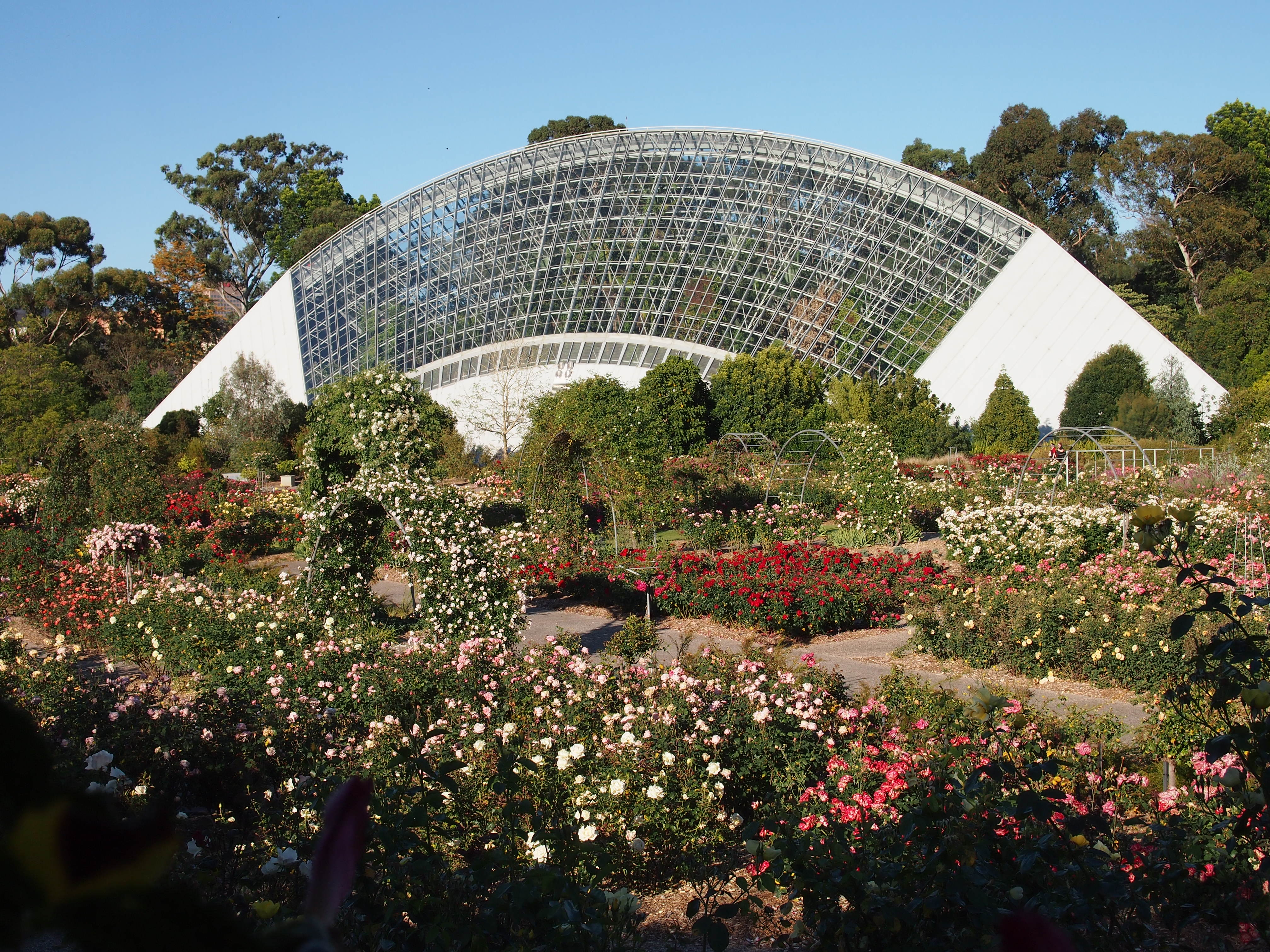
Rosengarten und Bicentennial Conservatory

Der Botanic Garden in Adelaide, der Hauptstadt von South Australia, ist eine 51 ha große öffentliche Park- und Gewächshausanlage nordöstlich der Stadtmitte.

## Geschichte
Der Garten wurde 1857 eröffnet. Auf den Gründungsdirektor George William Francis (1847–1865) folgte 1865 der promovierte Botaniker Moritz Richard Schomburgk, der in Freyburg geboren, im Park von Sanssouci eine Gärtnerlehre absolviert hatte, durch seine Publikationen und Forschungsreisen eine Karriere als Naturwissenschaftler gemacht hatte und 1848 nach Australien emigriert war. In seine Amtszeit (1865–1891) fallen bedeutende ökologische Initiativen und Forschungen sowie die Erweiterung des Gartens durch neue Abteilungen und Gewächshäuser. 1867 errichtete er ein Gewächshaus für Wasserpflanzen, in dem lange Jahre die einzige Victoria regia des Kontinents, eine Riesenseerose, deren botanischer Name auf Schomburgk zurückgeht, kultiviert wurde. Baugeschichtlich ist das 1875 fertiggestellte Palmenhaus bemerkenswert, das bis heute zu den Attraktionen der Stadt für Bürger und Touristen gehört.

## Sehenswürdigkeiten

### Palm House
Die garten- und architekturgeschichtlich bedeutendste Einheit des Gartens.

### Museum of Economic Botany
Auf Betreiben von Schomburg bis 1881 eingerichtet, beherbergt es noch heute wichtige Exponatgruppen aus seiner Anfangszeit, wie eine Sammlung von Pflanzennachbildungen, Artefakte der Aborigines und Räume für Sonderausstellungen. Der Bau im Stil des Spätklassizismus und auch die Ausstattung (Dekoration, Ausstellungspräsentation) ist in außergewöhnlich originalem Zustand und steht, wie auch das Palmenhaus, unter Denkmalschutz.

### Goodman Building
Im Verwaltungsgebäude von 1909 ist auch das Staatliche Herbarium des Bundesstaates South Australia untergebracht.

### Bicentennial Conservatory
Zum 200-jährigen Jubiläum der Gründung Australiens wurde 1988 das technisch und formal ungewöhnliche Gewächshaus zur Präsentation der Regenwaldflora Nordaustraliens und des Südpazifiks eingerichtet.

### Rose Garden
1996 errichtet, soll der Rosengarten ein Testort sein für die Verträglichkeit und Nachhaltigkeit von Rosengewächsen im australischen Klima.

### Wetlands
Hier wird die Versorgung des Botanischen Gartens mit erheblichen Wassermengen zum Anlass genommen, die Bedeutung wasserhaltender Landschaftsplanung für eine gesunde Umwelt darzustellen.

## Links
- Homepage des Botanic Gardens and State Herbarium of South Australia, Adelaide. (engl.)

Koordinaten: 34° 55′ 5,2″ S, 138° 36′ 39,6″ O